# Rara (film)
Rara je chilsko-argentinský hraný film z roku 2016, který režírovala Pepa San Martín podle vlastního scénáře. Film popisuje osudy lesbického páru, který vychovává dvě děti. Film byl inspirován reálným soudním sporem. Snímek měl světovou premiéru na Mezinárodním filmovém festivalu v Berlíně dne 13. února 2016. V ČR byl uveden v roce 2017 na filmovém festivalu Febiofest.

## Děj
Dvanáctiletá Sara a její mladší sestra Catalina žijí po rozvodu rodičů v matkou a její přítelkyní. Sara je v pubertě a začíná se s matkou čím dál více dostávat do různých sporů. Oslavu svých 13. narozenin raději uspořádá v domě svého otce. Otec Victor, který žije s novou manželkou, požádá u soudu o svěření dcer do péče.

## Obsazení
| Julia Lübbert    | Sara     |
| Emilia Ossandon  | Catalina |
| Mariana Loyola   | Paula    |
| Agustina Muñoz   | Lia      |
| Daniel Muñoz     | Victor   |
| Micaela Cristi   | Pancha   |
| Nicolás Vigneaux | Julian   |